# Kvik Halden FK
Kvik Halden FK ist ein Fußballverein aus Halden in Norwegen. Der Verein spielt in der viertklassigen 3. divisjon.

## Geschichte
Der Verein wurde 1906 gegründet. 1997 führte eine Fusion der beiden in Halden ansässigen Vereine FK Kvik und Halden FK zur Gründung von Kvik Halden FK. Lange vor der Fusion war FK Kvik ohnehin als Kvik Halden bekannt, um Verwechslungen mit dem anderen FK Kvik aus Trondheim zu vermeiden. FK Kvik war der ältere und bessere der beiden, aber Halden FK hatte eine ziemlich große Basis an jungen Spielern. Die Fusion war umstritten und wurde von einigen kritisiert, die behaupteten, das Ergebnis der Fusion sei gewesen, dass FK Kvik einfach Halden FK übernommen habe.
Kvik Haldens einziger großer Pokalsieg kam 1918, als der Verein (damals FK Kvik) den norwegischen Pokal gewann und Brann Bergen im Finale besiegte. FK Kvik spielte auch zwei weitere Pokalfinals, 1915 und 1922, verlor aber beide, jedes Mal gegen Odds BK.
Die 1910er und 1920er Jahre waren Kviks Glanzzeit. In dieser Zeit hatte der Verein mehrere Spieler in der Nationalmannschaft und war einer der Topvereine im norwegischen Fußball. Seit dem Ende des Zweiten Weltkriegs hat die Mannschaft jedoch nie in der höchsten Fußballliga gespielt, was Halden zur zweitgrößten Stadt Norwegens (hinter Arendal) macht, die seit der Einführung eines nationalen Ligawettbewerbs im Jahr 1948 nie eine Erstliga-Fußballmannschaft hatte.

## Erfolge
- Norwegischer Pokal
  - Sieger: 1918
  - Finalist: 1915, 1922